# Mapeo de tonos

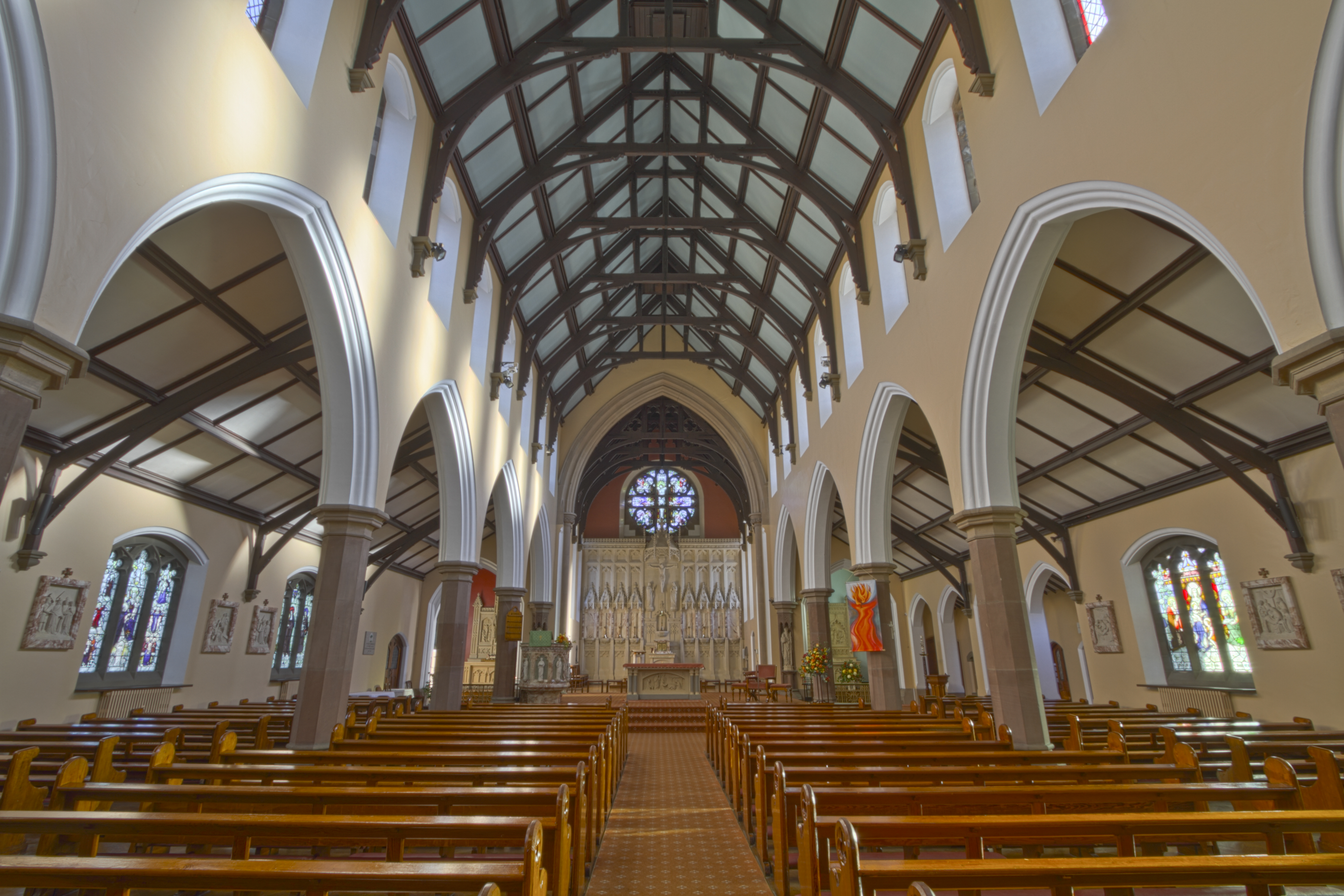
Imagen de alto rango dinámico (HDR) con mapeo de tonos de la iglesia católica de St. Kentigerns en Blackpool, Lancashire, Inglaterra, Reino Unido.

El mapeo de tonos es una técnica utilizada en el procesamiento de imágenes y gráficos por computadora para mapear un conjunto de colores a otro para aproximarse a la apariencia de imágenes de alto rango dinámico en un medio que tiene un rango dinámico más limitado. Las impresiones, los monitores CRT o LCD y los proyectores tienen un rango dinámico limitado que es inadecuado para reproducir el rango completo de intensidades de luz presentes en las escenas naturales. El mapeo de tonos aborda el problema de la fuerte reducción del contraste desde el resplandor de la escena hasta el rango visualizable mientras se preservan los detalles de la imagen y la apariencia del color, que son importantes para apreciar el contenido de la escena original.
El mapeo de tonos inverso es la técnica inversa que permite expandir el rango de luminancia, mapeando una imagen de rango dinámico bajo en una imagen de rango dinámico más alto. Se utiliza especialmente para convertir videos SDR a videos HDR.

## Antecedentes
La introducción de la fotografía basada en películas creó problemas, ya que era muy difícil capturar el enorme rango dinámico de iluminación del mundo real en un negativo químicamente limitado. Los primeros desarrolladores de películas intentaron remediar este problema diseñando los materiales de película y los sistemas de revelado de impresión que daban una curva de tono en forma de S deseada con un contraste ligeramente mejorado (alrededor del 15 %) en el rango medio y luces y sombras comprimidas gradualmente. El advenimiento del Sistema de zonas, que basa la exposición en los tonos de sombra deseados junto con la variación del tiempo de permanencia en el revelador químico (controlando así los tonos de luces) amplió la gama tonal de la película negativa en blanco y negro (y más tarde en color) de su rango nativo de unas siete paradas a unas diez. Los fotógrafos también han utilizado la sobreexposición y la subexposición para superar las limitaciones del proceso de impresión.
El advenimiento de la fotografía digital dio esperanza de mejores soluciones a este problema. Uno de los primeros algoritmos empleados fue Retinex, por Edwin Land y McCann en 1971, inspirado en las teorías de la percepción de la luminosidad. Este método está inspirado en los mecanismos biológicos de adaptación del ojo cuando las condiciones de iluminación son un problema. Los algoritmos de asignación de gama también se estudiaron ampliamente en el contexto de la impresión en color. Se utilizaron modelos computacionales como CIECAM02 o iCAM para predecir la apariencia del color. A pesar de esto, si los algoritmos no podían mapear suficientemente los tonos y colores, aún se necesitaba un artista hábil, como es el caso del posprocesamiento de películas cinematográficas.
Las técnicas gráficas por computadora capaces de representar escenas de alto contraste cambiaron el enfoque del color a la luminancia como el principal factor limitante de los dispositivos de visualización. Se desarrollaron varios operadores de asignación de tonos para asignar imágenes de alto rango dinámico (HDR) a pantallas estándar. Más recientemente, este trabajo se ha alejado de la utilización de la luminancia para extender el contraste de la imagen hacia otros métodos, como la reproducción de imágenes asistida por el usuario. Actualmente, la reproducción de imágenes se ha desplazado hacia soluciones basadas en pantallas, ya que las pantallas ahora poseen algoritmos avanzados de procesamiento de imágenes que ayudan a adaptar la representación de la imagen a las condiciones de visualización, ahorrar energía, ampliar la gama de colores y el rango dinámico.

## Propósito y métodos
Los objetivos del mapeo de tonos se pueden establecer de manera diferente según la aplicación en particular. En algunos casos, el objetivo principal es producir imágenes estéticamente agradables, mientras que otras aplicaciones pueden enfatizar la reproducción de la mayor cantidad posible de detalles de la imagen o maximizar el contraste de la imagen. El objetivo de las aplicaciones de representación realista podría ser obtener una coincidencia perceptiva entre una escena real y una imagen visualizada aunque el dispositivo de visualización no pueda reproducir la gama completa de valores de luminancia.
En los últimos años se han desarrollado varios operadores de mapeo de tonos. Todos ellos se pueden dividir en dos tipos principales:
- Operadores globales (o espacialmente uniformes ): son funciones no lineales basadas en la luminancia y otras variables globales de la imagen. Una vez que se ha estimado la función óptima de acuerdo con la imagen en particular, cada píxel de la imagen se mapea de la misma manera, independientemente del valor de los píxeles circundantes en la imagen. Esas técnicas son simples y rápidas[3] (ya que pueden implementarse usando tablas de consulta), pero pueden causar una pérdida de contraste. Ejemplos de métodos de mapeo de tonos globales comunes son la reducción de contraste y la inversión de color.
- operadores locales (o que varían espacialmente): los parámetros de la función no lineal cambian en cada píxel, de acuerdo con las características extraídas de los parámetros circundantes. En otras palabras, el efecto del algoritmo cambia en cada píxel según las características locales de la imagen. Esos algoritmos son más complicados que los globales; pueden mostrar artefactos (por ejemplo, efecto de halo y timbre); y la salida puede parecer poco realista, pero pueden (si se usan correctamente) proporcionar el mejor rendimiento, ya que la visión humana es principalmente sensible al contraste local.

Un ejemplo simple de filtro de mapeo de tonos global es {\displaystyle V_{\text{out}}={\frac {V_{\text{in}}}{V_{\text{in}}+1}}} (Reinhard), donde Vin es la luminancia del píxel original y Vout es la luminancia del píxel filtrado. Esta función mapeará la luminancia V en el dominio {\displaystyle [0,\infty )} a un rango de salida visualizable de {\displaystyle [0,1).} Si bien este filtro proporciona un contraste decente para partes de la imagen con baja luminancia (particularmente cuando Vin < 1), las partes de la imagen con mayor luminancia obtendrán un contraste cada vez menor a medida que la luminancia de la imagen filtrada llega a 1. Las variaciones de este filtro se utilizan comúnmente en la renderización.
Un método de mapeo de tonos global quizás más útil es la compresión gamma, que tiene el filtro {\displaystyle V_{\text{out}}=A\,V_{\text{in}}^{\gamma },} donde A > 0 y 0 < γ < 1 . Esta función mapeará la luminancia V in el dominio {\displaystyle [0,A^{-1/\gamma }]} al rango de salida {\displaystyle [0,1].} γ regula el contraste de la imagen; un valor más bajo para un contraste más bajo. Mientras que una constante γ más baja da un contraste más bajo y quizás también una imagen más opaca, aumenta la exposición de las partes subexpuestas de la imagen mientras que, al mismo tiempo, si A < 1, puede disminuir la exposición de las partes sobreexpuestas de la imagen lo suficiente como para evitar que queden sobreexpuestos.
Un grupo aún más sofisticado de algoritmos de mapeo de tonos se basa en métodos de dominio de contraste o gradiente, que son 'locales'. Dichos operadores se concentran en preservar el contraste entre regiones vecinas en lugar del valor absoluto, un enfoque motivado por el hecho de que la percepción humana es más sensible al contraste en las imágenes que a las intensidades absolutas. Esos métodos de mapeo de tonos generalmente producen imágenes muy nítidas, que conservan muy bien los pequeños detalles de contraste; sin embargo, esto a menudo se hace a costa de aplanar el contraste general de la imagen y, como efecto secundario, puede producir un halo de brillo alrededor de los objetos oscuros. Los ejemplos de tales métodos de mapeo de tonos incluyen: compresión de alto rango dinámico de dominio de gradiente y un marco perceptivo para el procesamiento de contraste de imágenes de alto rango dinámico (un mapeo de tonos es una de las aplicaciones de este marco).
Otro enfoque del mapeo de tonos de imágenes HDR está inspirado en la teoría de anclaje de la percepción de la luminosidad . Esta teoría explica muchas características del sistema visual humano, como la constancia de la luminosidad y sus fallas (como en la ilusión de la sombra del tablero), que son importantes en la percepción de las imágenes. El concepto clave de este método de mapeo de tonos (Percepción de luminosidad en reproducción de tonos) es una descomposición de una imagen HDR en áreas (marcos) de iluminación constante y el cálculo local de los valores de luminosidad. La luminosidad neta de una imagen se calcula fusionando los marcos proporcionalmente a su fuerza. Particularmente importante es el anclaje: relacionar la luminancia con una luminancia conocida, es decir, estimar qué valor de luminancia se percibe como blanco en la escena. Este enfoque del mapeo de tonos no afecta el contraste local y conserva los colores naturales de una imagen HDR debido al manejo lineal de la luminancia.
Una forma simple de mapeo de tonos toma una imagen estándar (no HDR, el rango dinámico ya comprimido) y aplica una máscara de enfoque con un radio grande, lo que aumenta el contraste local en lugar de la nitidez. Consulte enmascaramiento de enfoque: mejora del contraste local para obtener más detalles.
Uno de los algoritmos de mapeo de tonos más utilizados es el iCAM06, que se basa tanto en el modelo de apariencia de color como en el mapeo jerárquico. Después del filtrado bilateral, la imagen se divide en una capa base y una capa de detalle. La adaptación de punto blanco y la adaptación de crominancia se aplican a la capa base, mientras que la mejora de detalles se aplica a la capa de detalles. Finalmente, las dos capas se fusionan y se convierten al espacio de color IPT. En general, este método es bueno pero tiene algunas deficiencias, específicamente en lo pesado que es computacionalmente el método de filtrado. Una solución propuesta a esto implica la optimización del rendimiento del filtro. La capa base de la imagen también se convierte al espacio RGB para la compresión de tonos. Este método también permite un mayor ajuste de salida y mejora de la saturación, lo que hace que sea menos intensivo en computación y mejor para reducir el efecto de halo general.

## Fotografía digital

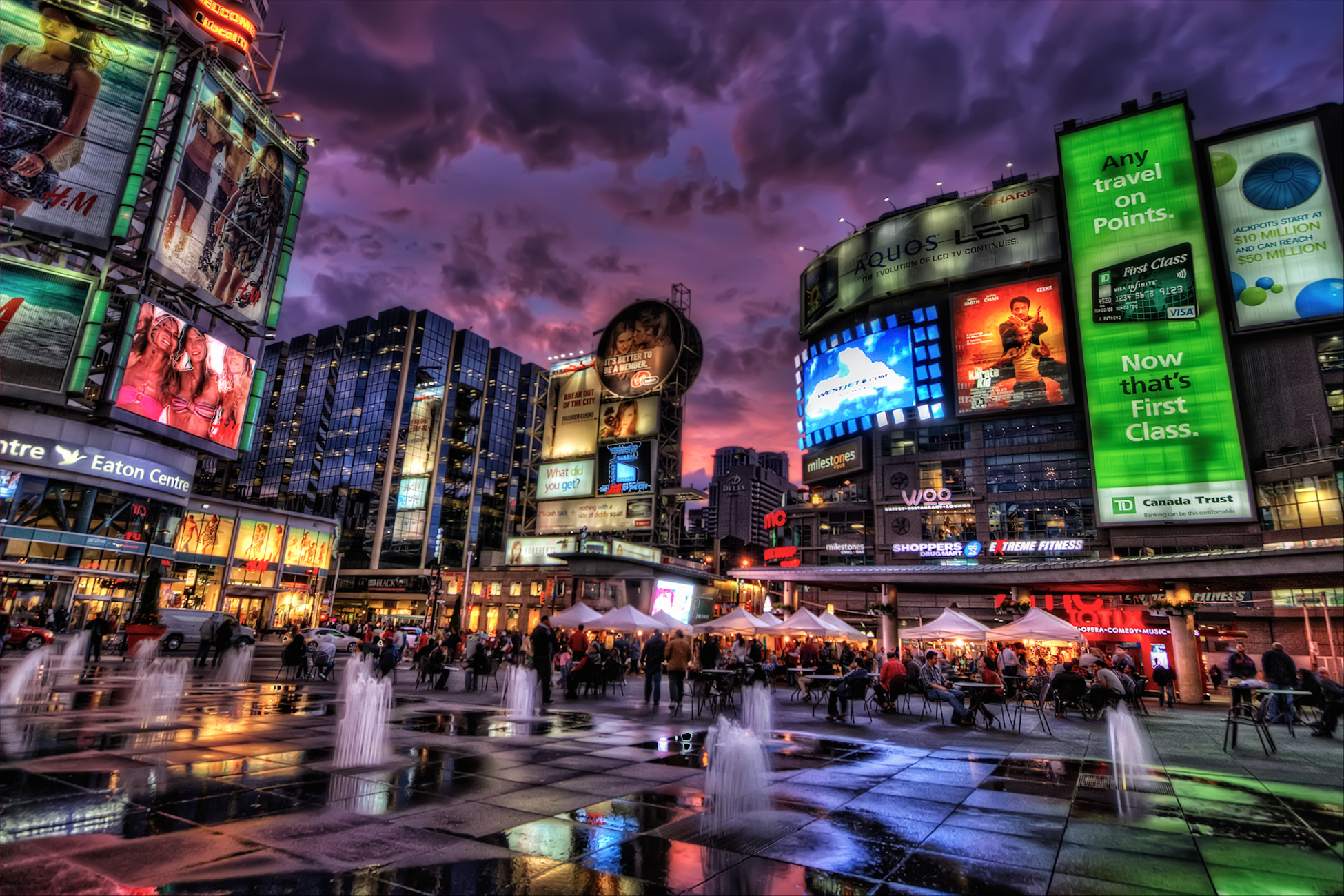
Imagen HDR mapeada en tonos de Dundas Square; El mapeo de tonos se realizó como técnica de posprocesamiento, utilizando el software fotográfico Photomatix.

Las formas de mapeo de tonos preceden por mucho a la fotografía digital. La manipulación de la película y el proceso de revelado para generar escenas de alto contraste, especialmente aquellas filmadas a la luz del sol, en papel de impresión con un rango dinámico relativamente bajo, es efectivamente una forma de mapeo de tonos, aunque generalmente no se le llama así. El ajuste local de la tonalidad en el procesamiento de películas se realiza principalmente a través de esquivar y quemar, y Ansel Adams lo defiende y lo asocia en particular, como se describe en su libro The Print; véase también su Sistema de zonas.
El proceso normal de compensación de la exposición, iluminar las sombras y alterar el contraste aplicado globalmente a las imágenes digitales como parte de un flujo de trabajo profesional o de un aficionado serio también es una forma de mapeo de tonos.
Sin embargo, el mapeo de tonos HDR, que generalmente usa operadores locales, se ha vuelto cada vez más popular entre los fotógrafos digitales como una técnica de posprocesamiento, en la que se combinan varias exposiciones a diferentes velocidades de obturación para producir una imagen HDR y luego se aplica un operador de mapeo de tonos al resultado. . Ahora hay muchos ejemplos de imágenes digitales mapeadas localmente en tonos, conocidas incorrectamente como "fotografías HDR", en Internet, y estas son de calidad variable. Esta popularidad se debe en parte a la apariencia distintiva de las imágenes con mapas de tonos locales, que muchas personas encuentran atractivas, y en parte al deseo de capturar escenas de alto contraste que son difíciles o imposibles de fotografiar en una sola exposición y que pueden no mostrarse atractivas incluso cuando pueden ser capturados. Aunque los sensores digitales en realidad capturan un rango dinámico más alto que la película, pierden completamente los detalles en las altas luces extremas, recortándolas a un blanco puro, produciendo un resultado poco atractivo en comparación con la película negativa, que tiende a retener el color y algunos detalles en las altas luces.
En algunos casos, se utiliza el mapeo de tonos local aunque el rango dinámico de la imagen de origen se pueda capturar en el medio de destino, ya sea para producir la apariencia distintiva de una imagen con mapeo de tonos local o para producir una imagen más cercana a la visión artística del fotógrafo. la escena eliminando los contrastes agudos, que a menudo parecen poco atractivos. En algunos casos, las imágenes con mapeo de tonos se producen a partir de una sola exposición que luego se manipula con herramientas de procesamiento convencionales para producir las entradas para el proceso de generación de imágenes HDR. Esto evita los artefactos que pueden aparecer cuando se combinan diferentes exposiciones, debido al movimiento de los objetos en la escena o al movimiento de la cámara. Sin embargo, cuando el mapeo de tonos se aplica a una sola exposición de esta manera, la imagen intermedia solo tiene un rango dinámico normal, y la cantidad de detalles de sombras o luces que se pueden representar es solo la que se capturó en la exposición original.

## Dispositivos de visualización
Uno de los objetivos originales del mapeo de tonos era poder reproducir una escena o imagen determinada en un dispositivo de visualización de modo que la sensación de brillo de la imagen para un espectador humano coincida estrechamente con la sensación de brillo del mundo real. Sin embargo, una combinación perfecta para este problema nunca es posible y, por lo tanto, la imagen de salida en una pantalla a menudo se crea a partir de una compensación entre diferentes características de la imagen. La elección entre características a menudo se basa en la aplicación necesaria y, dadas las métricas adecuadas para la aplicación, una posible solución es tratar el problema como un problema de optimización.
Para este método, primero se generan modelos para el Sistema Visual Humano (HVS) y la pantalla, junto con un simple operador de mapeo de tonos. Las distorsiones de contraste se ponderan de acuerdo con sus visibilidades individuales aproximadas por el HVS. Con estos modelos, se puede crear y resolver una función objetivo que define la curva de tono utilizando un solucionador cuadrático rápido.
Con la adición de filtros, este método también se puede extender a los videos. Los filtros aseguran que el cambio rápido de la curva de tono entre fotogramas no se destaque en la imagen de salida final.

## Ejemplo del proceso de imagen

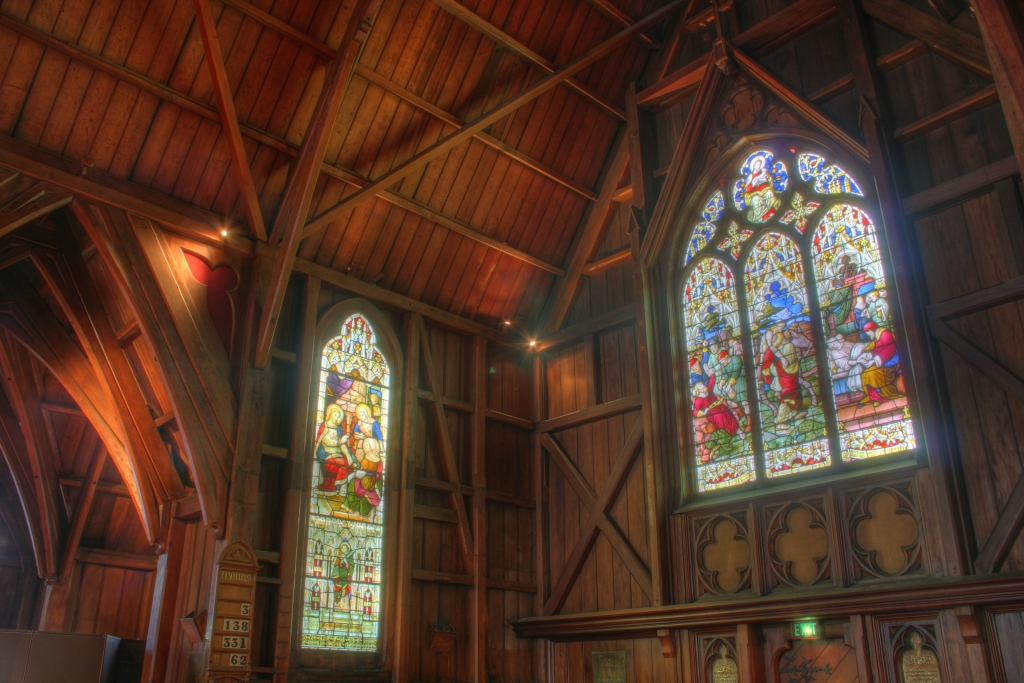
Tono mapeado Ejemplo de imagen de alto rango dinámico que muestra vidrieras en la alcoba sur de Old St Paul's, Wellington, Nueva Zelanda.

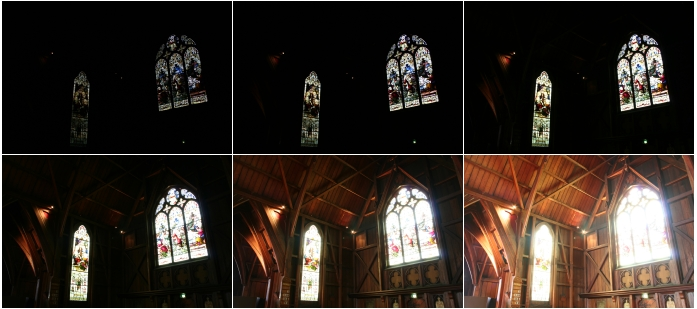
Las seis exposiciones individuales utilizadas para crear la imagen anterior. En las imágenes de baja exposición, la habitación está oscura y poco clara, pero los detalles de las ventanas son visibles. En las imágenes de alta exposición, las ventanas son brillantes y poco claras, pero se revelan los detalles de la habitación.

Las imágenes de la derecha muestran el interior de una iglesia, una escena que tiene una variación en el resplandor mucho mayor que la que se puede mostrar en un monitor o grabar con una cámara convencional. Las seis exposiciones individuales de la cámara muestran el resplandor de la escena en algún rango transformado al rango de brillos que se pueden mostrar en un monitor. El rango de resplandores registrados en cada foto es limitado, por lo que no se pueden mostrar todos los detalles a la vez: por ejemplo, los detalles del interior oscuro de la iglesia no se pueden mostrar al mismo tiempo que los de la vidriera brillante. Se aplica un algoritmo a las seis imágenes para recrear el mapa de radiación de alto rango dinámico de la escena original (una imagen de alto rango dinámico). Alternativamente, algunas cámaras digitales científicas especializadas y de consumo de gama alta pueden grabar una imagen de alto rango dinámico directamente, por ejemplo, con imágenes RAW.
En el caso ideal, una cámara podría medir la luminancia directamente y almacenarla en la imagen HDR; sin embargo, la mayoría de las imágenes de rango dinámico alto producidas por las cámaras de hoy no están calibradas o incluso proporcionales a la luminancia, debido a razones prácticas como el costo y el tiempo requerido para medir valores de luminancia precisos — a menudo es suficiente para los artistas usar exposiciones múltiples para obtener una " Imagen HDR" que se aproxima en gran medida a la verdadera señal de luminancia.
La imagen de alto rango dinámico se pasa a un operador de mapeo de tonos, en este caso un operador local, que transforma la imagen en una imagen de bajo rango dinámico adecuada para ver en un monitor. En relación con el interior de la iglesia, la vidriera se muestra con un brillo mucho más bajo que el que produciría un mapeo lineal entre el resplandor de la escena y la intensidad de los píxeles. Sin embargo, esta imprecisión es perceptiblemente menos importante que el detalle de la imagen, que ahora se puede mostrar tanto en la ventana como en el interior de la iglesia simultáneamente.
La técnica de mapeo de tonos locales del procesamiento de imágenes HDR a menudo produce una serie de efectos característicos en las imágenes, como halos brillantes alrededor de objetos oscuros, halos oscuros alrededor de objetos brillantes y, a veces, una apariencia de "dibujo animado" debido a colores extremadamente vivos y falta de grandes. escala de variaciones de color. Estos resultados son causados por la aplicación de la distorsión del espacio geométrico de la imagen capturada junto con la distorsión del espacio de color, mientras que solo las distorsiones del espacio de color son un efecto de mapeo de tonos, y todas las demás distorsiones son más una técnica de filtrado personalizada que cualquier mapeo de espacio de color o tono. Por lo tanto, los resultados del mapeo de tonos locales a menudo se juzgan como una perversión de la naturaleza de una imagen fotográfica documentalista y lejos del realismo fotográfico.

No todas las imágenes con mapas de tonos son visualmente distintivas. Reducir el rango dinámico con el mapeo de tonos suele ser útil en escenas con mucha luz solar, donde la diferencia de intensidad entre la iluminación directa y la sombra es grande. En estos casos se reduce el contraste global de la escena, pero se mantiene el contraste local, mientras que la imagen en su conjunto sigue viéndose natural. El uso del mapeo de tonos en este contexto puede no ser evidente en la imagen final:

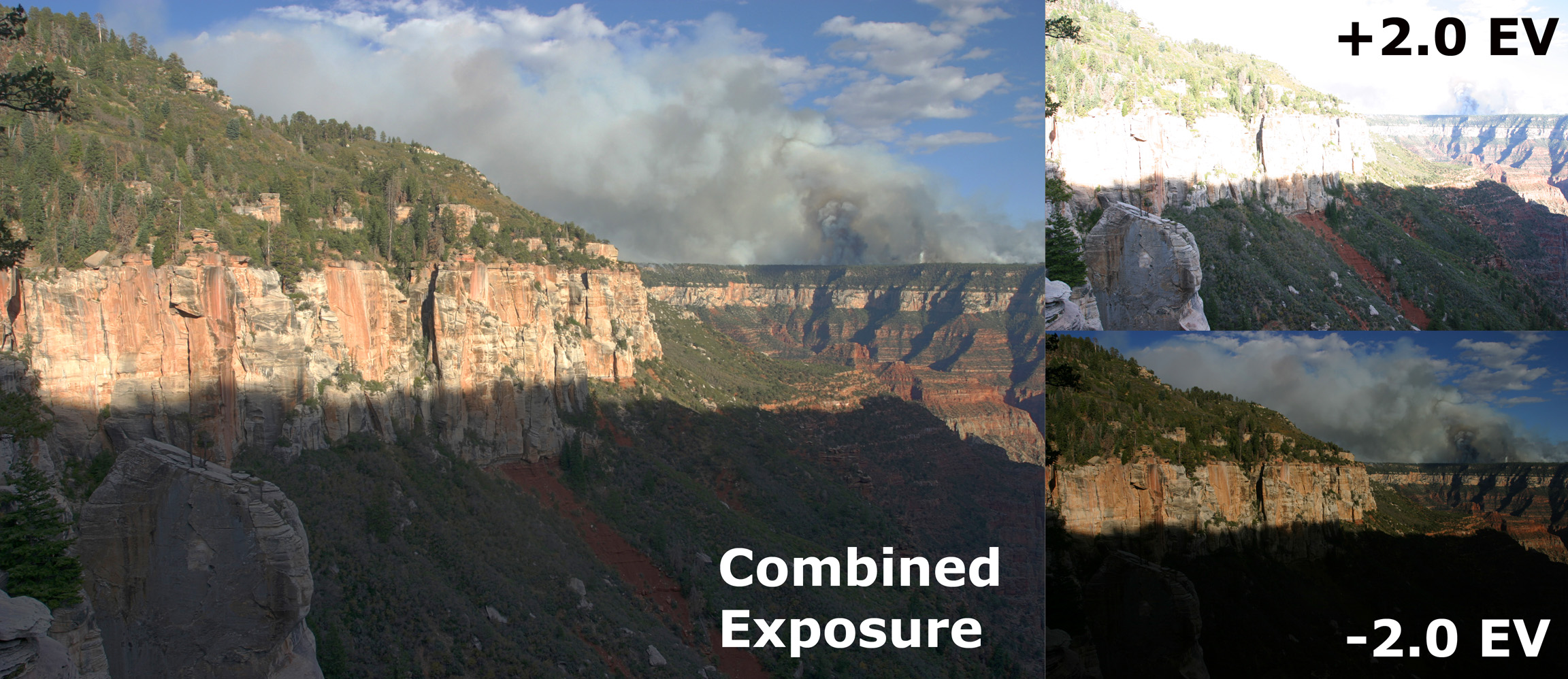
Regions of direct illumination and shadow on the Grand Canyon
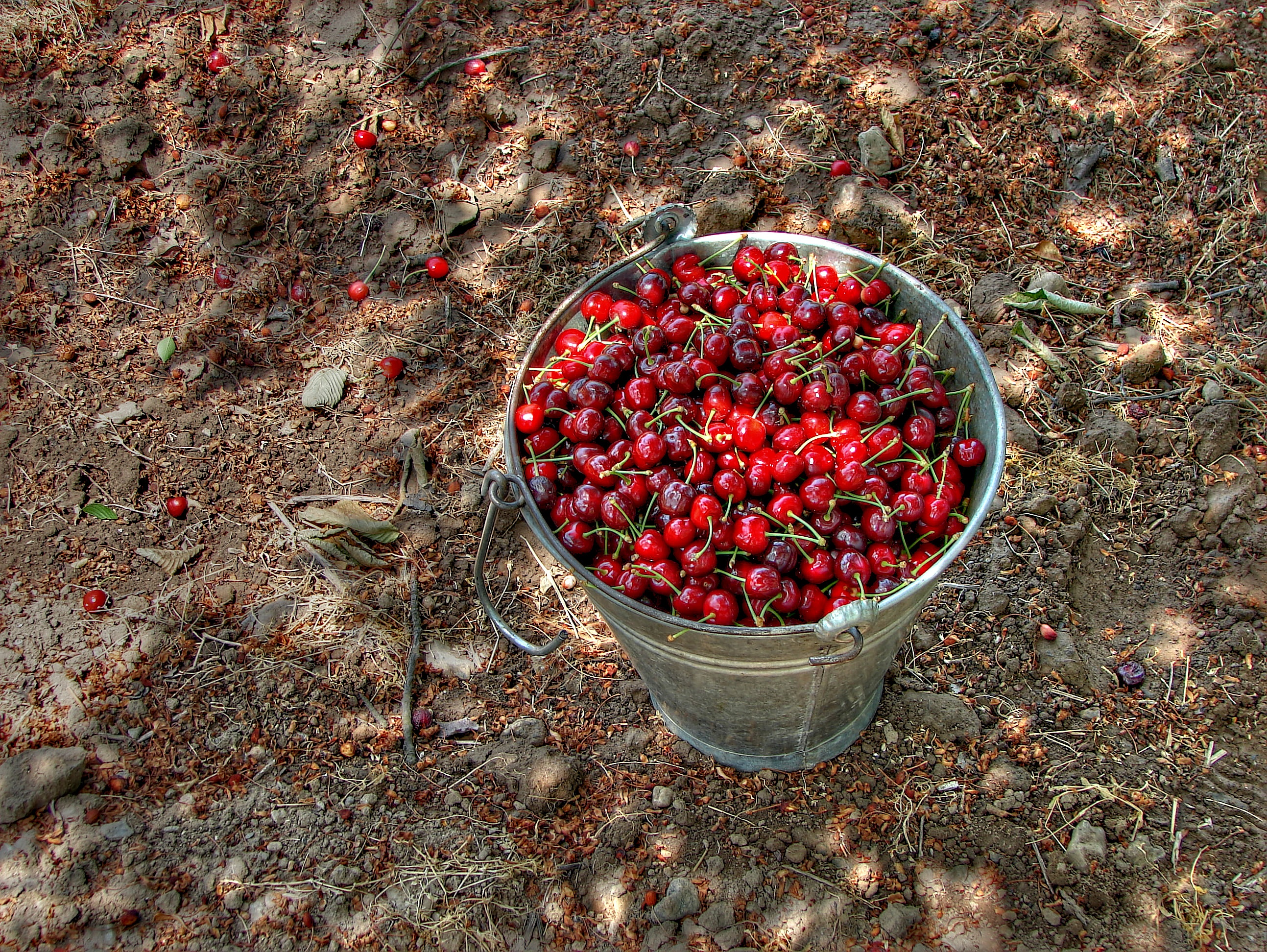
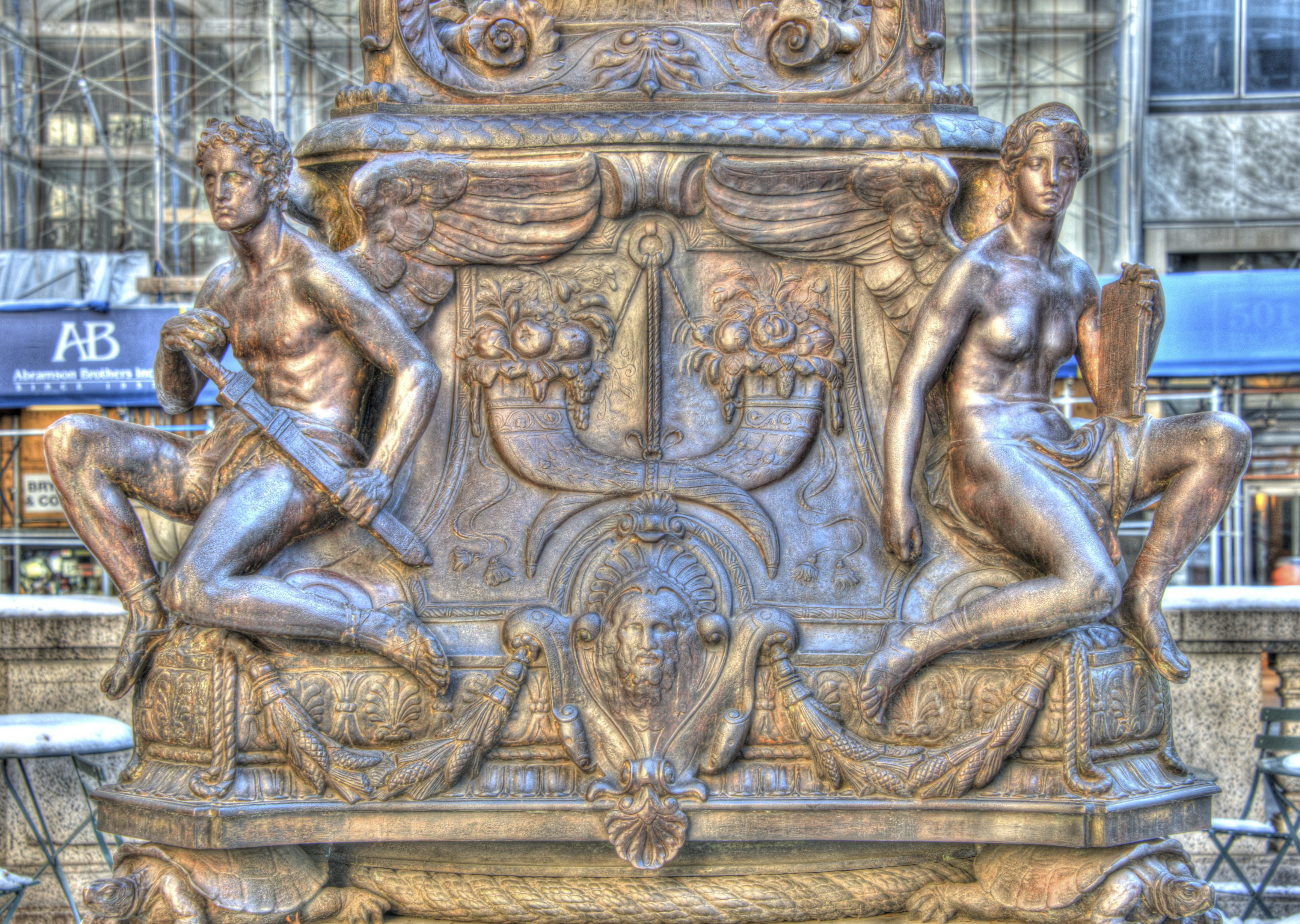
Cartoon-like appearance

El mapeo de tonos también puede producir efectos visuales distintivos en la imagen final, como el halo visible alrededor de la torre en la imagen de abajo de la Facultad de Derecho de Cornell. Puede usarse para producir estos efectos incluso cuando el rango dinámico de la imagen original no es particularmente alto. Los halos en las imágenes se producen porque el operador de mapeo de tonos local iluminará las áreas alrededor de los objetos oscuros para mantener el contraste local en la imagen original, lo que engaña al sistema visual humano para que perciba los objetos oscuros como si fueran oscuros, incluso si su luminancia real es la misma. mismo que el de las áreas de la imagen percibidas como brillantes. Por lo general, este efecto es sutil, pero si los contrastes en la imagen original son extremos, o si el fotógrafo configura deliberadamente el gradiente de luminancia para que sea muy pronunciado, los halos se vuelven visibles.

## Galería

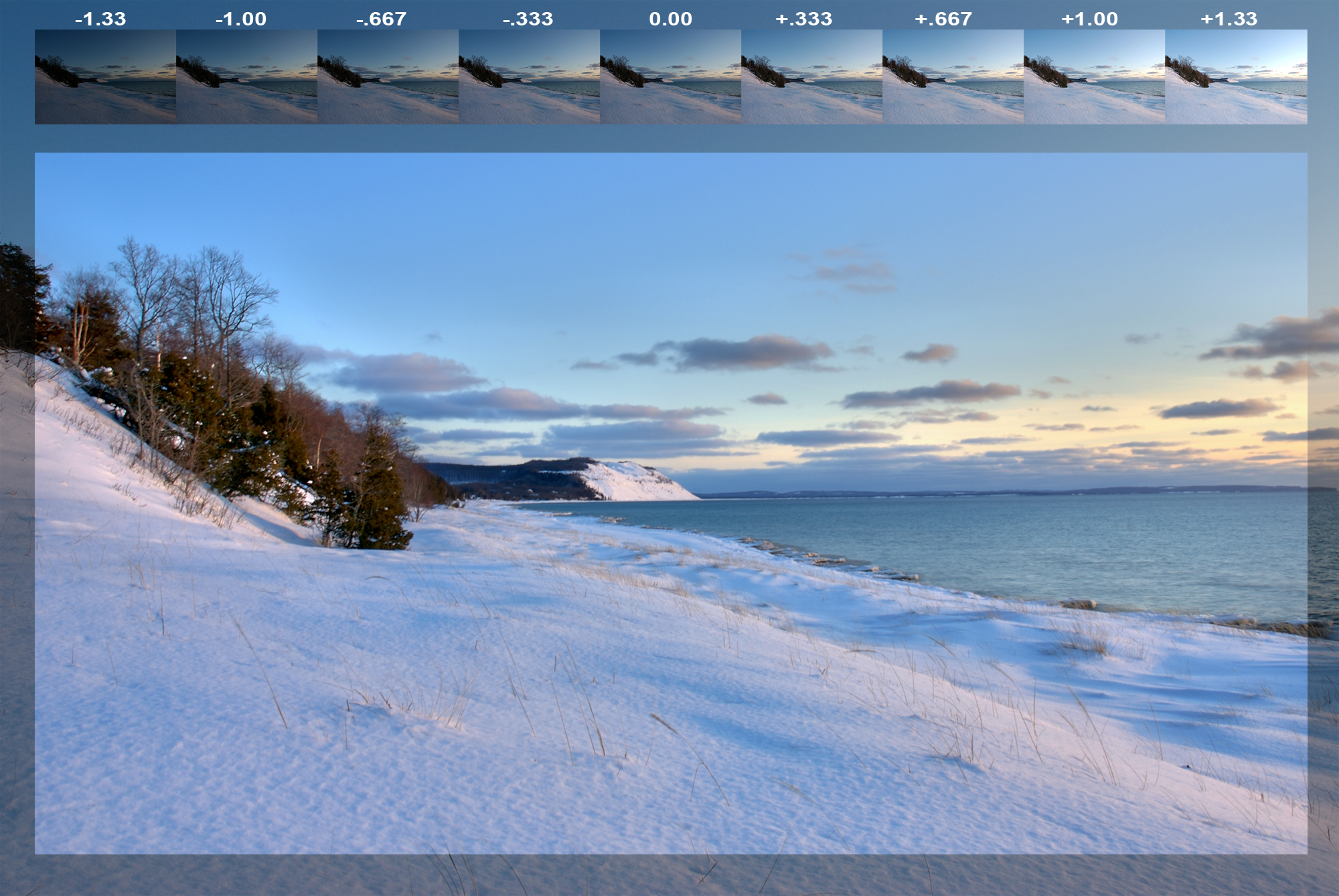
Ejemplo de mapeo de tonos HDR
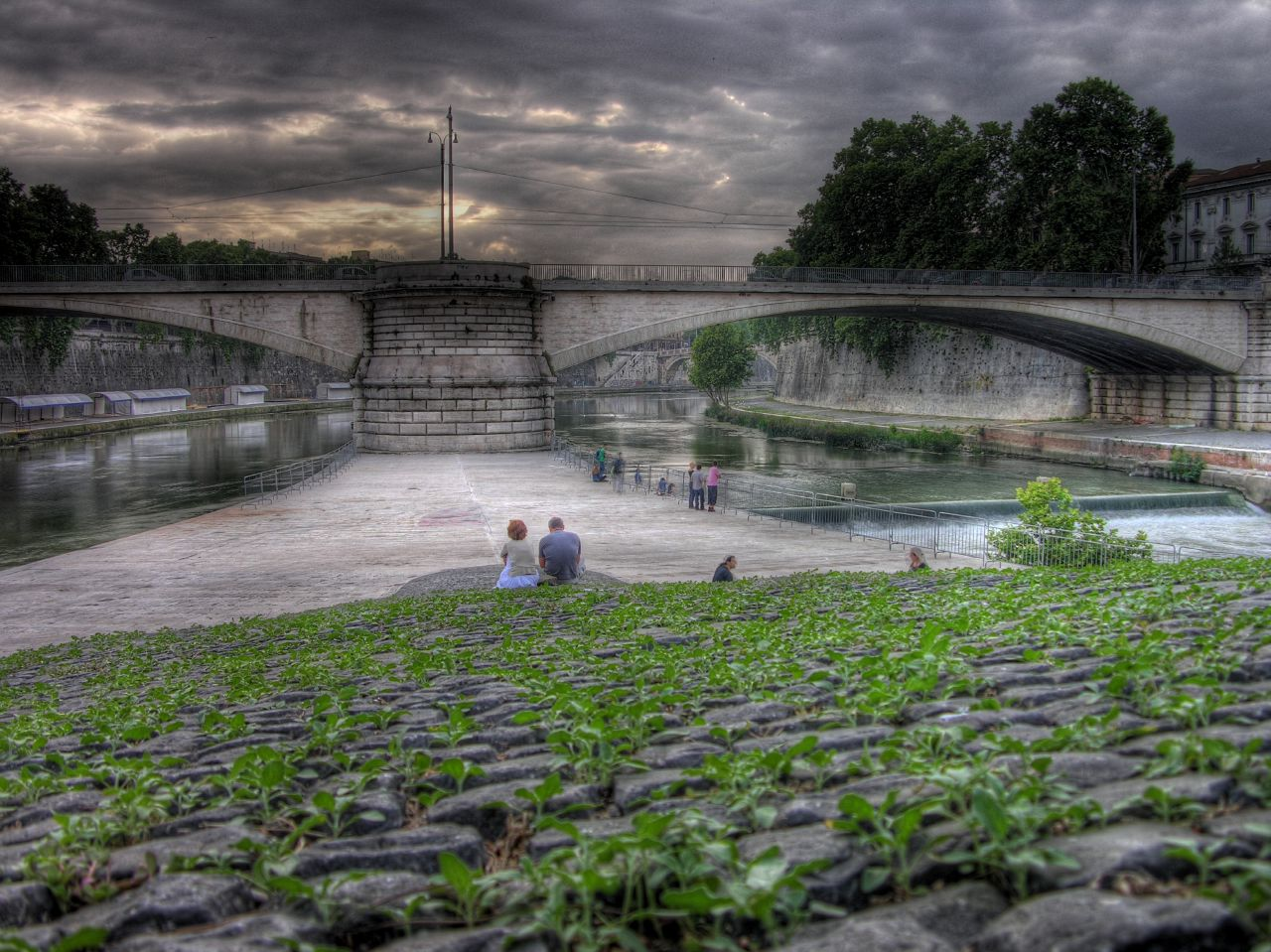
Mapeo de tonos de cinco exposiciones de la Isola Tiberina en Roma.
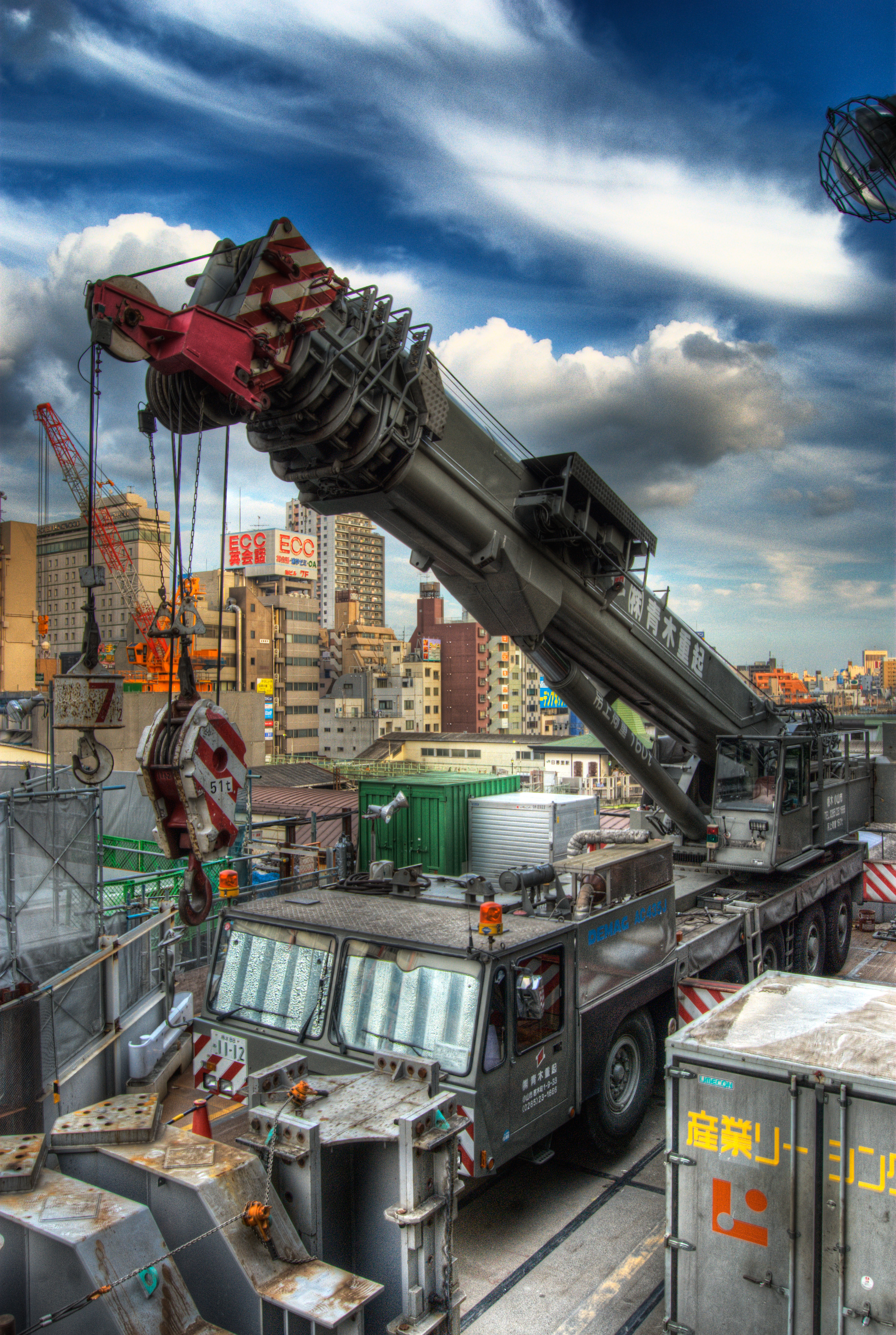
Imagen mapeada de tonos de 3 exposiciones (-2,0,+2) de una escena en la estación de Nippori .
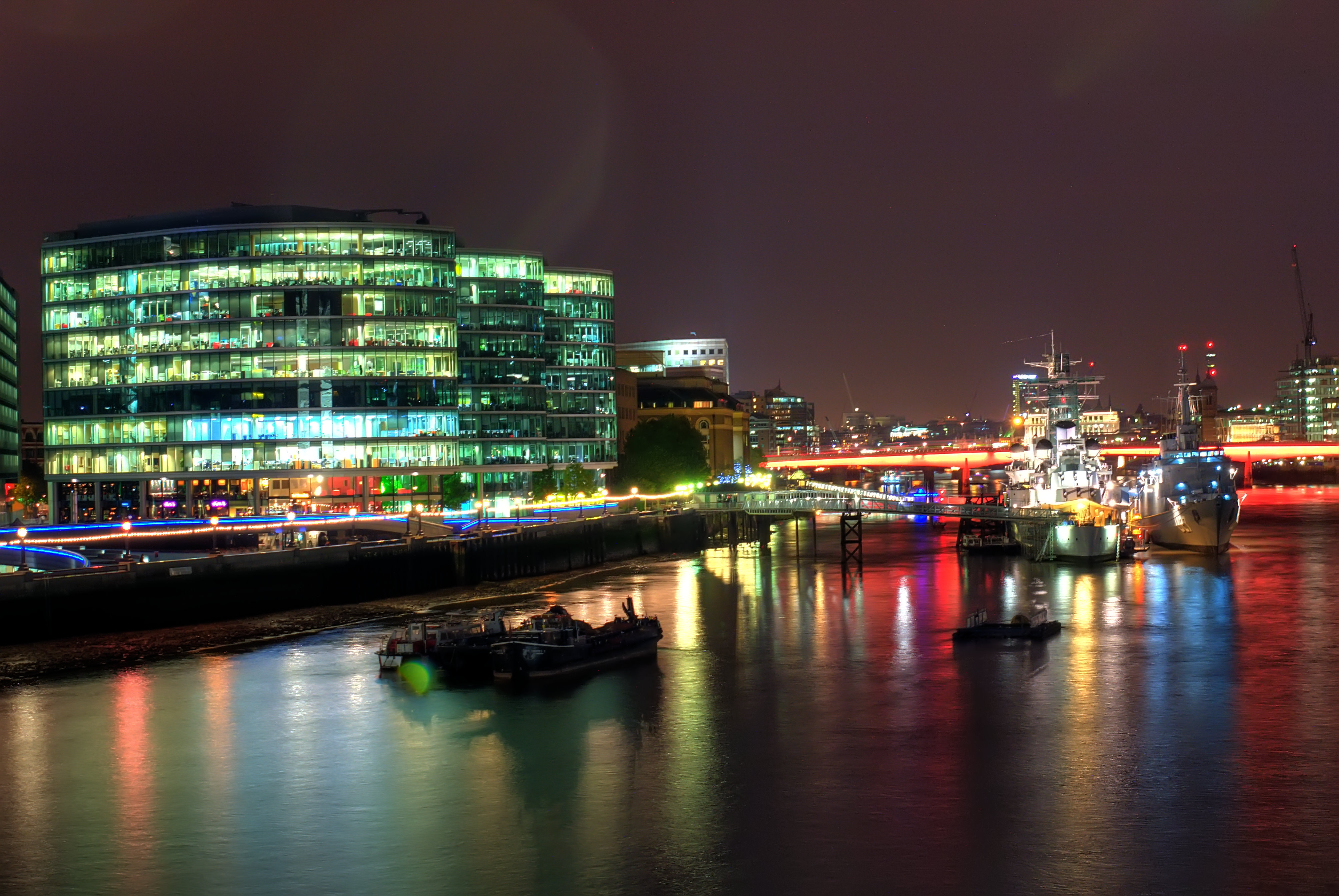
Vista HDR desde Tower Bridge en Londres mapeado de tonos a partir de cinco exposiciones.
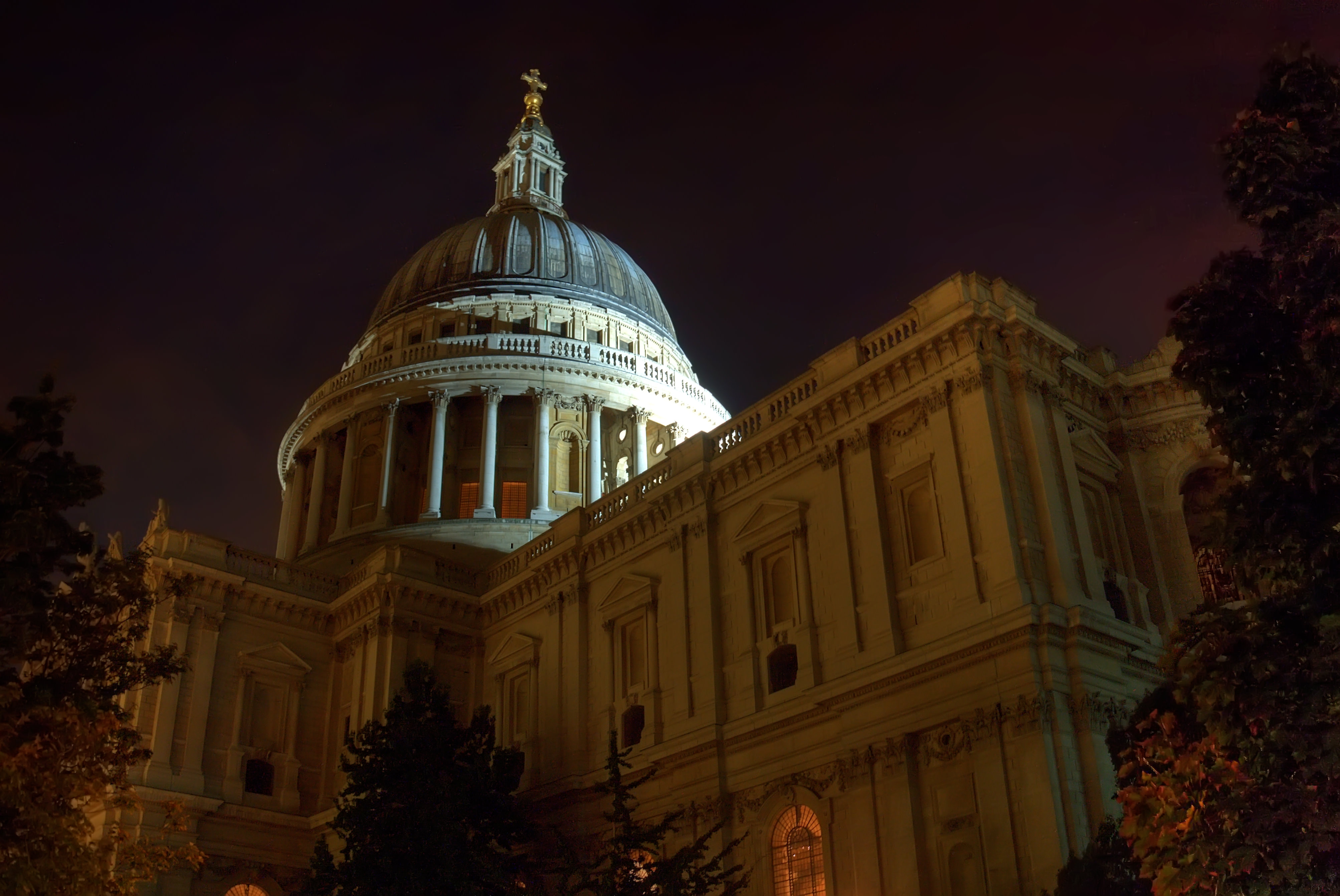
Vista HDR desde la Catedral de San Pablo en Londres con mapa de tonos de nueve exposiciones.
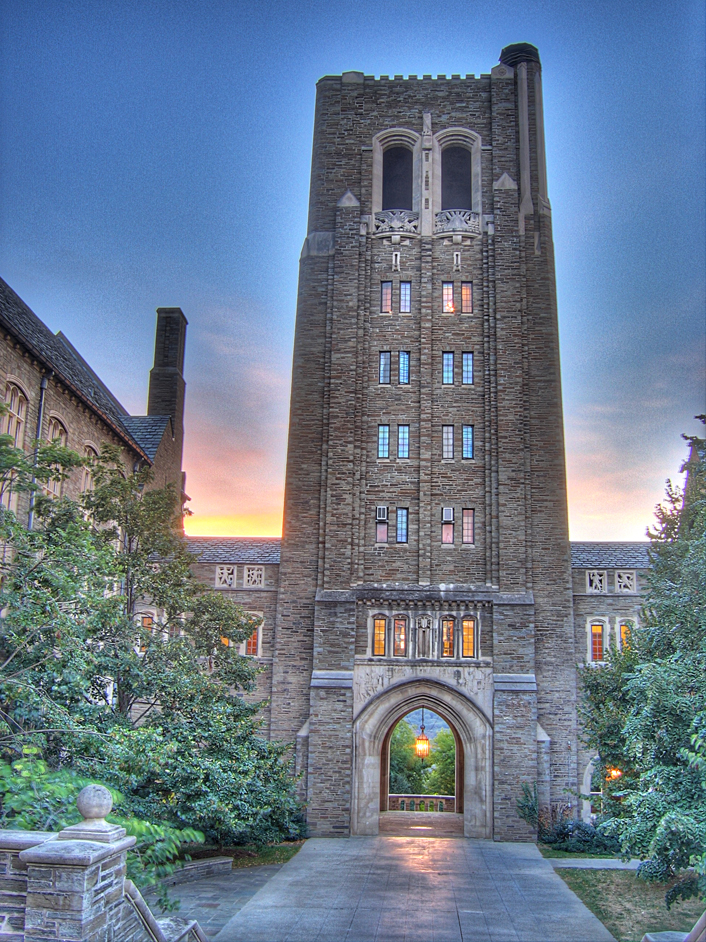
Imagen compuesta con mapa de tonos de la torre de la Facultad de Derecho de Cornell en Ithaca, Nueva York.

### Algoritmos de mapeo de tonos
- Mapeo de tonos basado en la percepción para condiciones de poca luz
- Reproducción de tonos fotográficos para imágenes digitales Archivado el 26 de septiembre de 2006 en Wayback Machine.
- Percepción de luminosidad en reproducción de tonos para imágenes de alto rango dinámico
- Procesamiento de contraste de imágenes de alto rango dinámico
- Filtrado bilateral rápido para la visualización de imágenes de alto rango dinámico
- Una aproximación rápida del filtro bilateral utilizando un enfoque de procesamiento de señales
- Compresión de alto rango dinámico de dominio de gradiente

- Datos: Q1030958
- Multimedia: Tone-mapped HDR images / Q1030958